# Паппенхайм (замок)
Замок Паппенхайм (нем. Burg Pappenheim) — руины средневекового замка на отроге горного хребта в долине реки Альтмюль над одноимённым городом Паппенхайм в районе Вайсенбург-Гунценхаузен в регионе Средняя Франкония, в земле Бавария, Германия. В Средние века здесь находилась резиденция могущественных имперских министериалов, а затем графов фон Паппенхайм. Руины считаются одним из наиболее важных памятников средневекового замкового строительства в Баварии. Всего в нескольких сотнях метров к юго-западу находятся руины ещё более старой крепости.

## История

### Ранний период

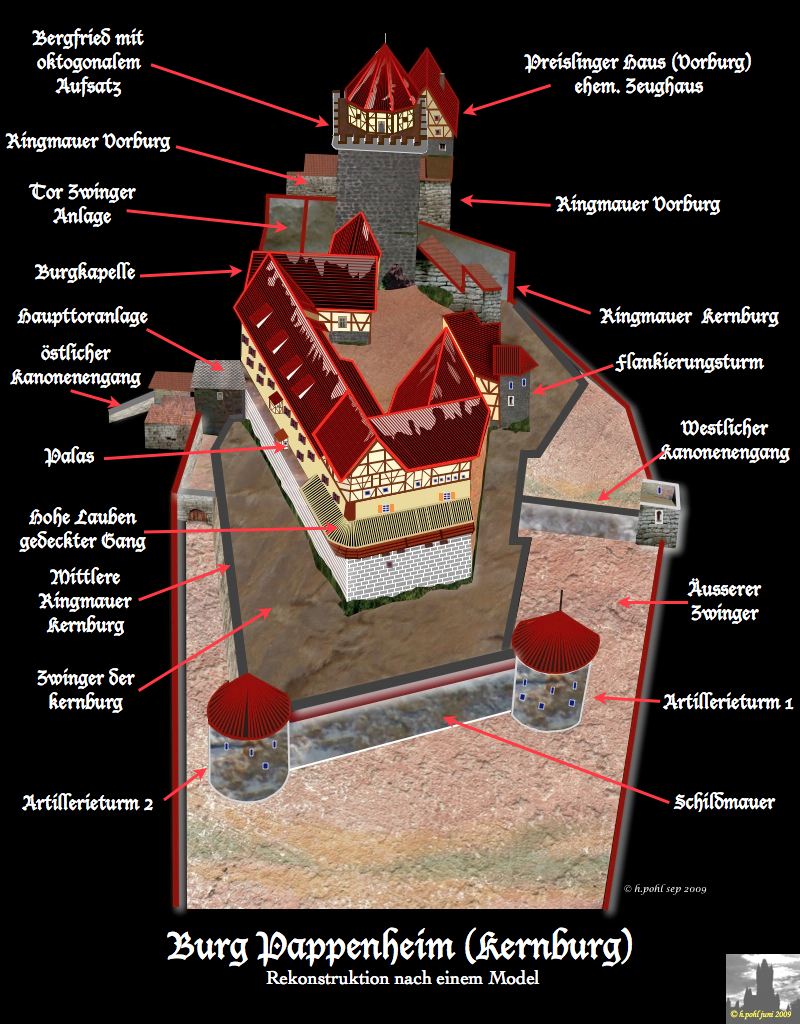
Современная реконструкция средневекового замка

Самый первые укрепления на этом месте, возможно, находились на территории форбурга. Часть исследователей считает, что эта крепость была построена около 1030 года. Однако другие историки сомневаются в существовании этого сооружения (например, Даниель Бургер). Ясность могли бы внести археологические раскопки. Но по разным причинам они не проводились.
Первые сооружения частично дошедшего до нас замкового комплекса, вероятно, были возведены около 1140 году министериалом фон Паппенхаймом, который позже занимал должность рейхсмаршала. Самые старые фрагменты замка находятся в центрального части комплекса. Замковая часовня над воротами датируется концом XII века. Род Паппенхаймов был вассалом представителей салической династии. Первым достоверно существовавшим членом семьи считается Генрих Хаупт, важный сановник при дворе императора Генриха V. В последующем род фон Паппенхайм разделиться на несколько ветвей.
Замок Паппенхайм впервые упоминается в письменных источниках 1214 года как собственность имперских маршалов. Хотя известно, что замковая часовня была освящена ещё между 1171 и 1182 годами епископом Айхштетта Эгелольфом.

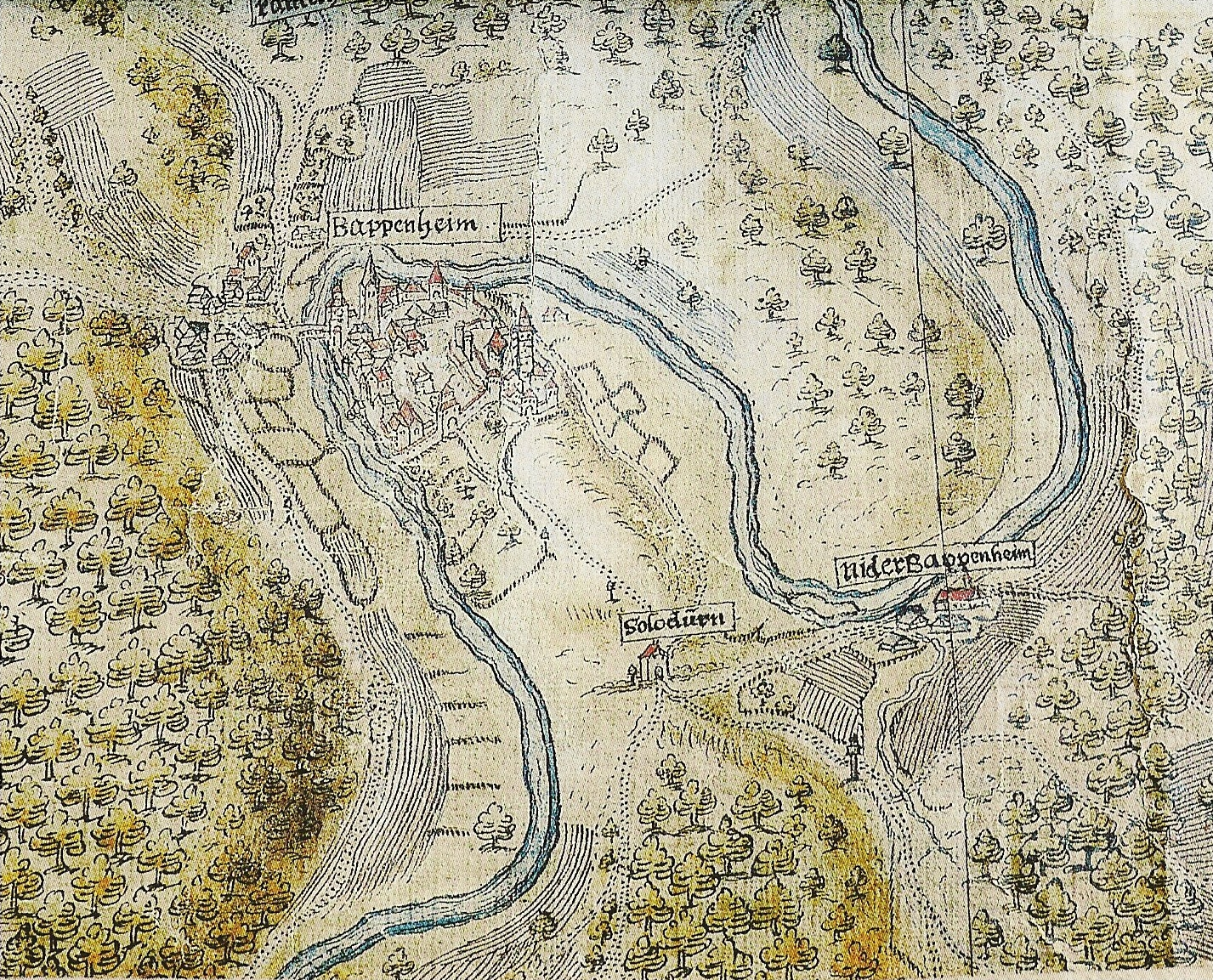
Замок на рисунке XVI века

Представители рода фон Паапенхайм, многие из которых были имперскими министериалами, сыграли важную роль в укреплению власти династии Гогенштауфенов, в частности короля Конрада III. В регионе вокруг Нюрнберга, Вайсенбурга и Ротенбурга монарх проводил активную имперскую политику, которую именуют концепцией «Terra Imperii». Замок Паппенхайм находился на границе между регионами Франкония, Бавария и Швабия. Новый замок должен был укрепить силу Гогенштауфенов в разрастающемся конфликте с немецкими Вельфами. Первым серьёзным противником Гогенштауфенов стал Генрих X Гордый, который вступил в открытое противостояние с королём.
В начале XIII века замок был значительно расширен. Внутри появились новые жилые здания, а цитадель получила дополнительные укрепления. Около 1220 года баварский герцог Оттон II Светлейший осадил крепость и разрушил часть внешних укреплений. Герцог поддерживал контримператора Генриха IV Распе и его сторонников.
В 1221 году началась очередная реконструкция крепости. Так как боевые действия продолжались, то укрепления замка вновь пострадали. В 1264 году в крепости провели масштабные ремонтные работы.
В конце XIII века братья Хилтпранд и Генрих фон Паппенхайм поделили между собой семейную собственность. Генрих фон Паппенхайм в 1280 году решил расширить замок. Среди прочего были усилены укрепления форбурга.
В последующие столетия замок не раз перестраивался и модернизировался. Сохранился ряд пристроек к главному замку в готическом стиле. Около 1500 года основной замок был окружён кольцевой стеной с круглыми башнями.

### Эпоха Ренессанса

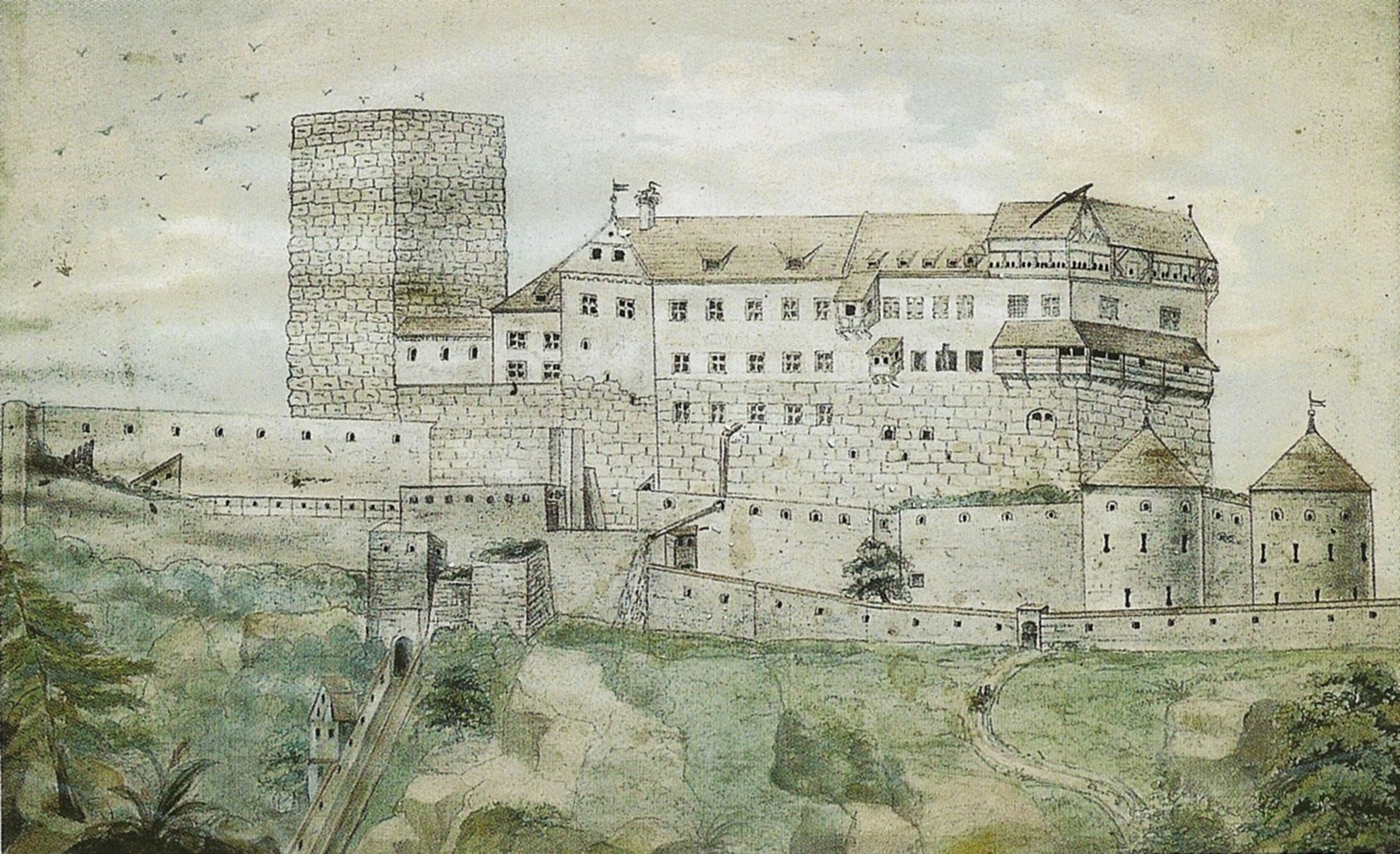
Замок на рисунке XVII века

В 1593 году правящий главный представитель семейства фон Поппенхайм решил перенести свою резиденцию из крепости в свой новый дворец, построенный около города в долине. Замок, однако, оставался обитаемым. Более того, его укрепления и позднее не раз модернизировали. В частности сохранившийся до наших дней бастион был возведён на месте позднесредневековых укреплений.
Очередной раз замку предстояло выдержать осаду в годы Тридцатилетней войны. Крепость была окружена войсками протестантов. Во время боевых действий замок несколько раз переходил из рук в руки. Захватившие крепость шведы даже хотели сделать Паппенхайм своей опорной базой и подготовили проект модернизации замковых укреплений. Однако этот план не был осуществлён. После завершения войны в очередной раз потребовался серьёзный ремонт.

### XVIII–XIX века

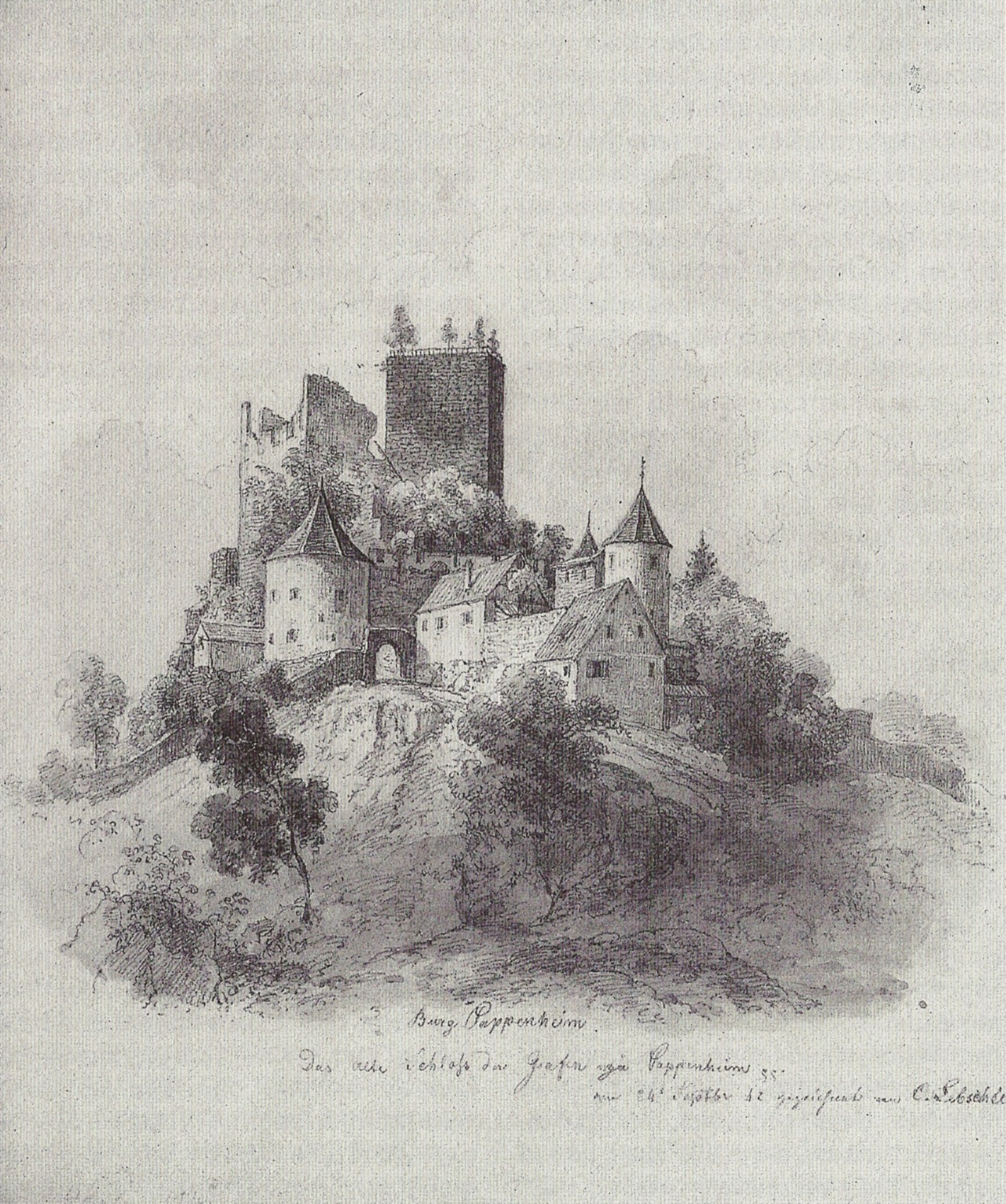
Вид руин замка на рисунке 1842 года

Во время Войны за испанское наследство замок в 1703 году захватили французские войска. В ходе штурма стены и башни оказались разрушены. После ухода французов замок лежал в руинах. Собственники решили больше не тратить деньги на его восстановление. В итоге Папенхайм был заброшен. Те сооружения, которые ещё оставались целыми после отступления французов, были разрушены временем. К концу XVIII века замок лежал в руинах. Более того, по воле собственников сохранившиеся в целости фрагменты в начале XIX века подверглись намеренному частичному разрушению, чтобы руины бывшей крепости стала выглядеть ещё более живописно.

### XX век
Примерно в 1960 году по инициативе «Общества друзей замка Паппенхайм» начались первые работы по консервации сохранившихся руин. После 1990 года на территории замка было основано несколько небольших музеев. Летом здесь стали проводиться исторические реконструкции. Внутри устраивали рыцарские турниры и средневековый рынок.
Обширный ремонт почти не изменил руины внешне, но предотвратил опасность дальнейшего разрушения.

### XXI
В начале XXI века местные власти провели значительные работы по благоустройству примыкающей к стенам замка территории. В частности там разбит сад, построены павильоны для проведения выставок, организована экспозиция, посвященная истории семьи Паппенхайм и их родового замка. Также появились помещения для проведения свадеб.

## Описание замка
Замок расположен на северо-восточной стороне горного отрога. Благодаря руслу реки Альтмюль, которое с трёх сторон окружает эту скалу, сформировался полуостров, в центре которого на возвышенности и построены укрепления. Вытянутый с юго-запада на северо-восток комплекс состоит из двух частей и является одной из крупнейших частных крепостей Франконии (общая длина замка достигает 280 метров). Всё это служит ярким свидетельством особого положения рода Паппенхайм среди аристократов региона.

### Форбург
В юго-западной части замкового комплекса находиться обширным внешний замок — форбург. Защитный ров был пробит прямо в скальной породе. Его глубина достигает 15 метров. Высокая кольцевая стена усилена двумя массивными башнями. Причём ранее стена была ещё выше и венчалась зубцами. Главные ворота размещены в северной стороне между двумя высокими зданиями XV века. В одном из них («Preißinger haus») сохранились три зала. Оба здания украшены декоративными элементами в стиле поздней готикой. В другом здании («Eselsstall») примечательны высокие арки окон и выступающие части.
К основному замку ведет кирпичный мост. Первоначально путь через ров проходил по разборным деревянным конструкциям и подъёмному мосту.

Вход в замок с юго-западной стороны

### Главный замок
Основной замок в северо-восточной части комплекса отделён от форбурга глубоким рвом. Ещё с трёх сторон цитадель окружена относительно крутыми горными склонами, которые обеспечивает естественную защиту.
Вход внутрь главного замка прикрывали очень мощное фортификационное сооружение. Благодаря толщине стен и надёжно кладке оно неплохо сохранилось, несмотря на многократные осады и обстрелы крепости. Над внутренними воротами сохранились остатки романской замковой часовни Св. Георгия (ранее Св. Власия).
Остатки бывшей жилой резиденции рода фон Паппенхайм можно увидеть на северо-востоке комплекса. Старые изображения замка свидетельствуют, что прежде это было четырёхэтажное здание. Столь большая резиденция, к которой примыкали и другие жилые постройки, была важны потому, что иногда в замке проживали все четыре ветви рода фон Паппенхайм. Однако от прежнего дворца сохранились лишь фрагменты стен первого этажа. В средние века здесь располагались хозяйственные помещения. Залы для приёмов и жилые помещения для знати находились на верхних этажах.
Остальные здания были сгруппированы вокруг узкого атриума, однако от них также почти ничего не осталось.
С северо-востока цитадель была защищена двумя круглыми башнями.

### Колодец
В конце главного замка, справа от ворот, находится домик с колодцем. Считается, что в прежние времена глубина колодца составляла около 75 метров и достигала грунтовых вод. Широкий ствол скважины был выбит в твёрдой известняковой породе. Деревянная круговая дорожка позволяла слугам поднимать воду наверх. Однако в годы Тридцатилетней войны в ходе артиллерийского обстрела колодец оказался разрушен и шахту плотно завалило крупными кусками горной породы. Это стало одной из важным причин, по которой замок оказался заброшен.

### Бергфрид

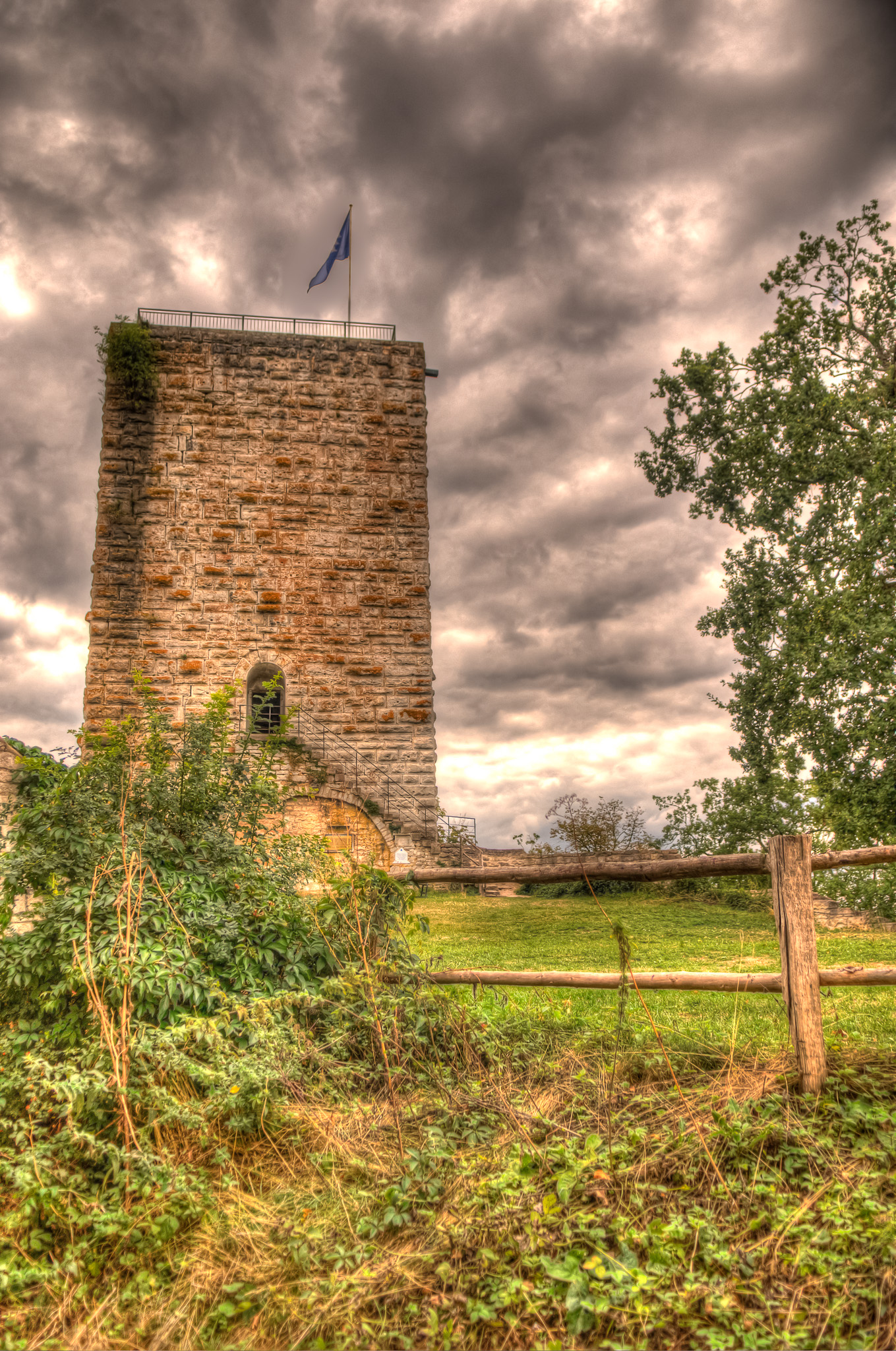
Главная башня замка в пасмурную погоду

Мощная средневековая цитадель замка считается одним из важнейших памятников эпохи Гогенштауфенов в Баварии. Сохранившаяся 25-метровая башня ранее была ещё выше. Длина каждой из сторон квадратного основания конструкции составляет около 11,3 метра. Толщина кладки достигает 3,3 метра.
Камни, из которых сложена башня, тщательно обработаны и хорошо подогнаны друг к другу. Скорее всего бергфрид возведён около 1200 годом. При этом невероятная толщина стен указывает на то, что строительство могло начаться и ранее, ещё до 1170 года. Камни доставляли наверх с помощью особых подъёмных конструкций.
Как и было принято в эпоху Средневековья, попасть в башню можно было только по особой деревянной лестнице, так как вход располагался на достаточно большой высоте. С высоты верхней площадки открывался вид на окрестности. Здесь всегда дежурил кто-то из солдат гарнизона, чтобы предупредить о подходе вражеского войска.
Некоторые исследователи рассматривают бергфрид замка в первую очередь не как фортификационное сооружение, а как символ власти монархии Гогенштауфенов и её верных вассалов из рода Паппенхайм.

### Постройки эпохи Ренессанса
Сохранившиеся планы и рисунки XVII–XVIII веков показывают, что средневековый замок был в значительной степени перестроен. Новые здания внутри комплекса были сложены из каменных блоков, но, похоже , по крайней мере частично состояли из фахверковых сооружений. На севере доминировала резиденция «Hohen Lauben».
Обширные подвалы, о которых можно судить по старым описаниям, полностью завалены.

### Интеграция с городскими укреплениями
Замок построенный на вершине холма был связан с городскими укреплениями с помощью специальных стен. От крепости вниз к городу вела дорога, защищённая с обеих сторон высокой каменной кладкой. Одновременно здесь же были проложены каналы водостоков. Вся эта система была создана ещё в XIV–XV веках. Сохранились фрагменты этих стен.

## Галерея

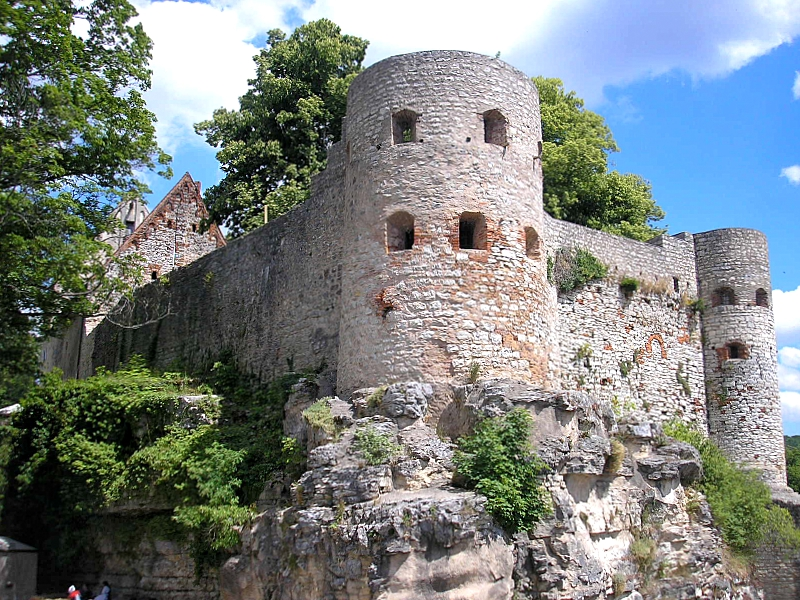
Стены и башни форбурга
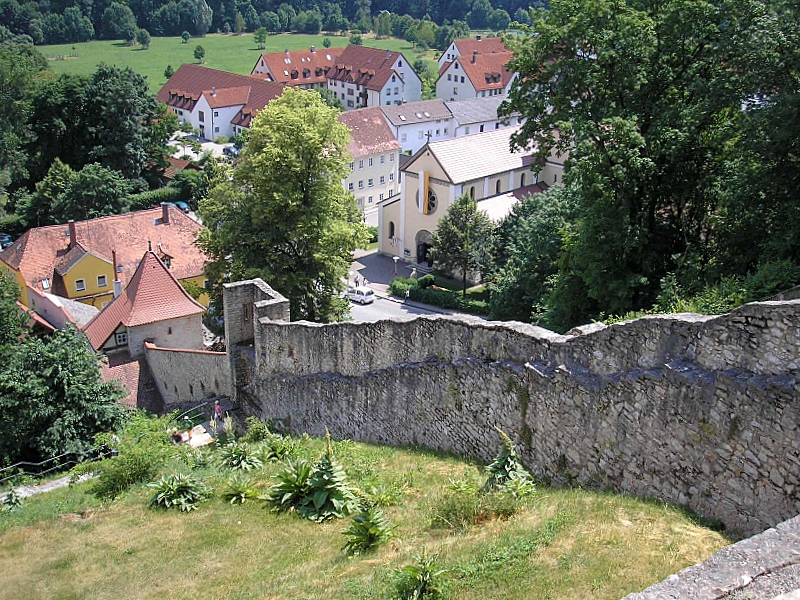
Остатки стен о замка к городу
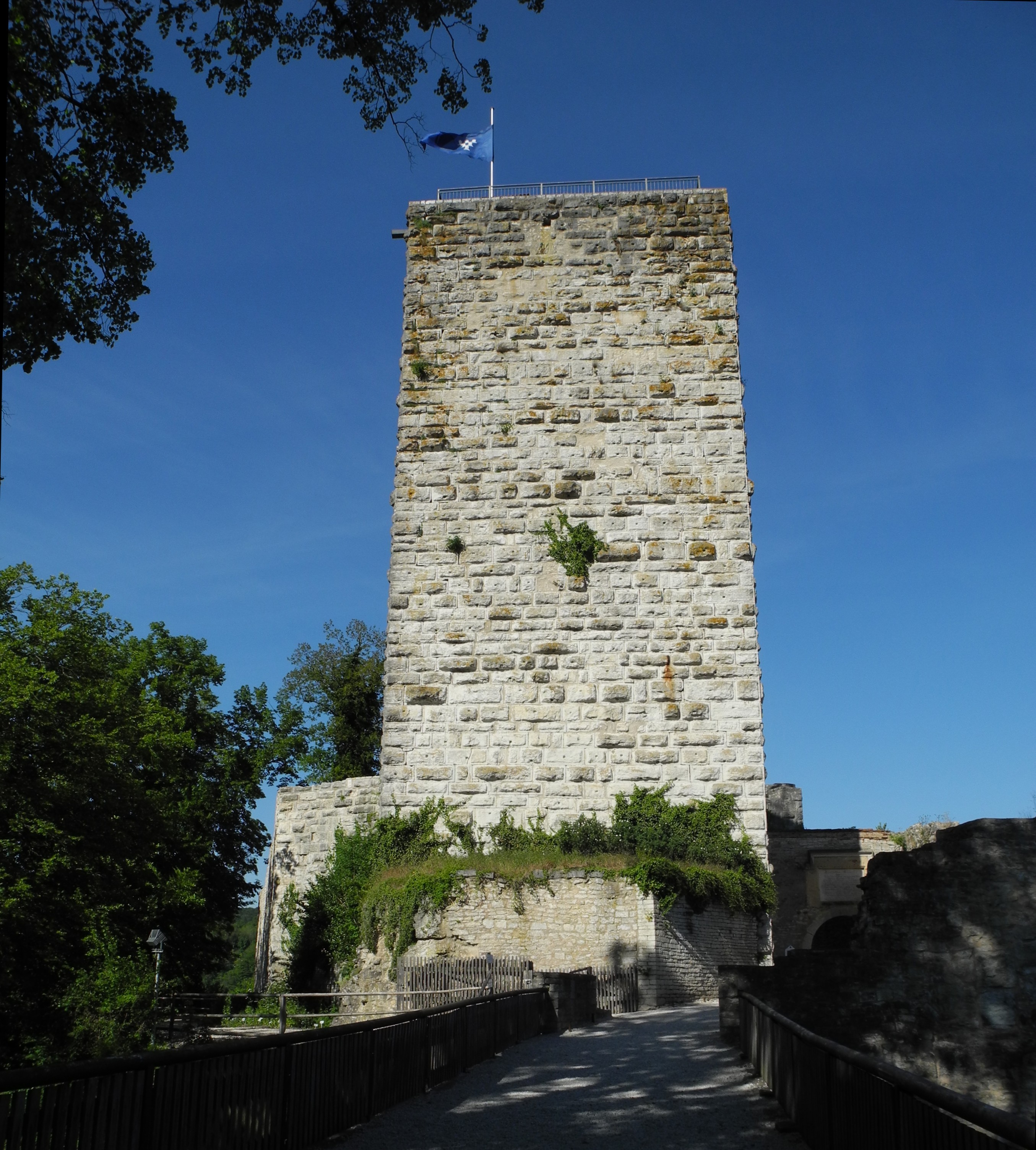
Бергфрид замка
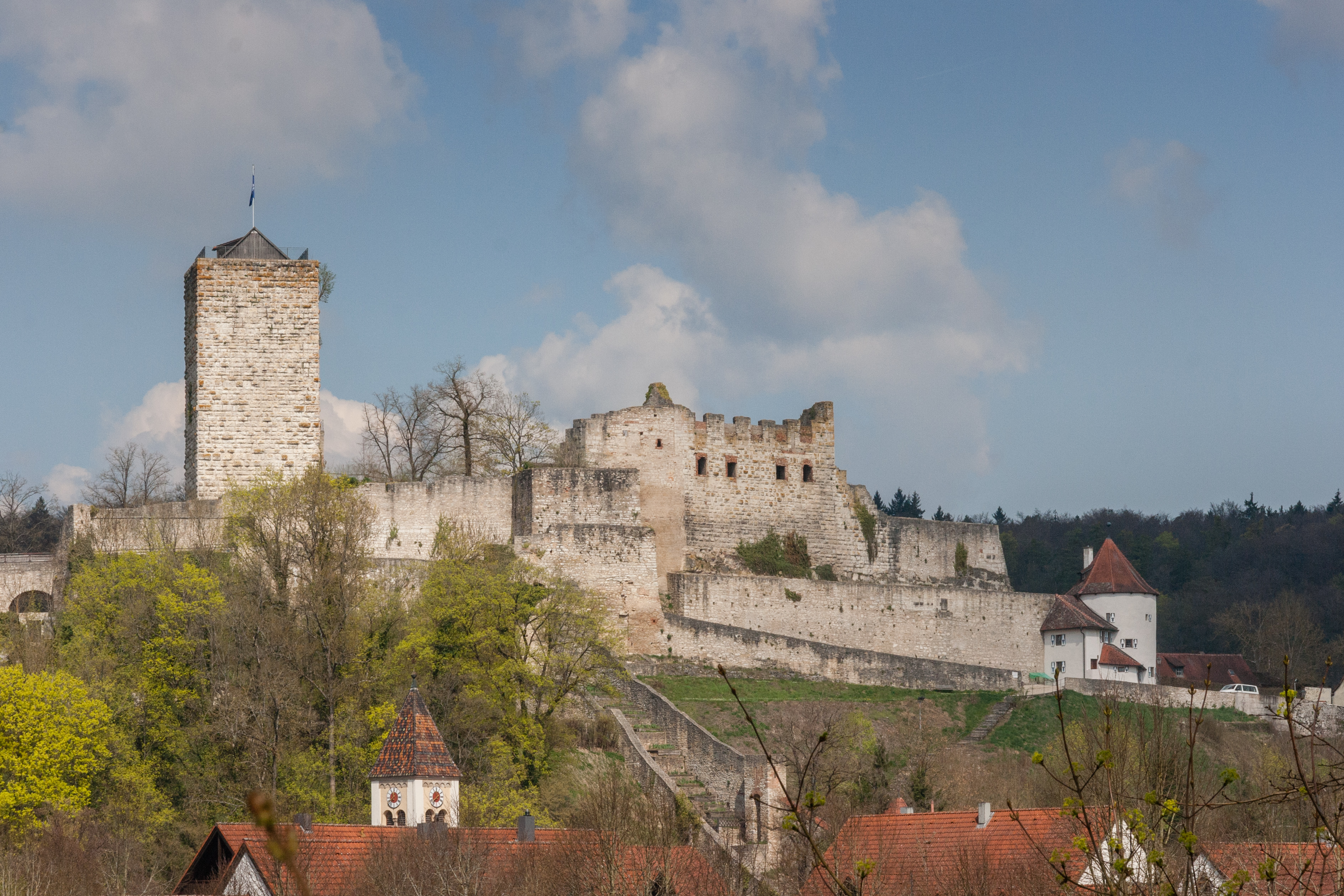
Общий вид замка
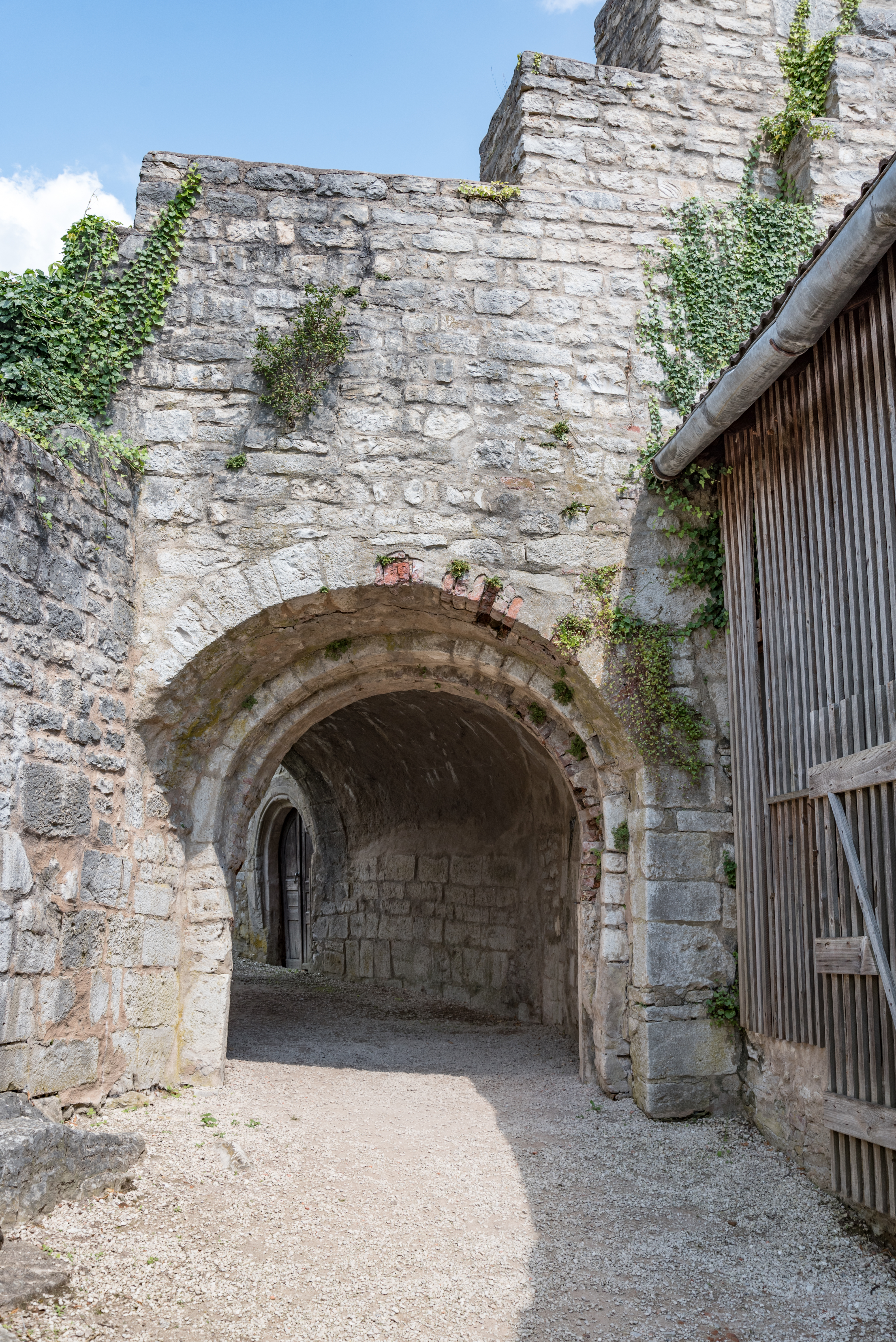
Внутренние ворота замка